# Élections législatives de 1967 dans la Côte-d'Or
Les élections législatives françaises de 1967 se déroulent les 5 et 12 mars 1967.  Dans le département de la Côte-d'Or, quatre députés sont à élire dans le cadre de quatre circonscriptions.

## Élus
| Circonscription | Député sortant  | Parti | Parti   | Député élu ou réélu | Parti | Parti          |
| --------------- | --------------- | ----- | ------- | ------------------- | ----- | -------------- |
| 1re             | Félix Kir       |       | CNIP    | Robert Poujade      |       | UD-Ve          |
| 2e              | Henry Berger    |       | UNR-UDT | Henry Berger        |       | UD-Ve          |
| 3e              | Albert Lalle    |       | RI      | Pierre Charles      |       | FGDS (Radical) |
| 4e              | Robert Morlevat |       | Radsoc  | Robert Morlevat     |       | FGDS (Radical) |

## Résultats

### Résultats à l'échelle du département
| Parti          | Parti                                           | Premier tour | Premier tour | Second tour | Second tour | Sièges |
| Parti          | Parti                                           | Voix         | %            | Voix        | %           | Sièges |
| -------------- | ----------------------------------------------- | ------------ | ------------ | ----------- | ----------- | ------ |
|                | Union des démocrates pour la Ve République      | 35 364       | 20,57        | 52 270      | 31,06       | 2      |
|                | Républicains indépendants                       | 29 074       | 16,91        | 34 700      | 20,62       | 0      |
|                | Modérés                                         | 13 126       | 7,63         | Retrait     | Retrait     | 0      |
|                | Union des républicains de progrès               | 77 564       | 45,11        | 86 970      | 51,67       | 2      |
|                |                                                 |              |              |             |             |        |
|                | Parti radical                                   | 22 418       | 13,04        | 39 376      | 23,40       | 2      |
|                | Convention des institutions républicaines       | 10 833       | 6,30         | 21 532      | 12,79       | 0      |
|                | Section française de l'Internationale ouvrière  | 9 103        | 5,29         | Retrait     | Retrait     | 0      |
|                | Fédération de la gauche démocrate et socialiste | 42 354       | 24,63        | 60 908      | 36,19       | 2      |
|                |                                                 |              |              |             |             |        |
|                | Parti communiste français                       | 30 532       | 17,76        | 20 426      | 12,14       | 0      |
|                | Progrès et démocratie moderne                   | 21 481       | 12,49        | Retrait     | Retrait     | 0      |
|                |                                                 |              |              |             |             |        |
| Inscrits       | Inscrits                                        | 233 928      | 100,00       | 233 909     | 100,00      | 4      |
| Abstentions    | Abstentions                                     | 58 396       | 24,96        | 59 260      | 25,33       |        |
| Votants        | Votants                                         | 175 532      | 75,04        | 174 649     | 74,67       |        |
| Blancs et nuls | Blancs et nuls                                  | 3 601        | 2,05         | 6 345       | 3,63        |        |
| Exprimés       | Exprimés                                        | 171 931      | 97,95        | 168 304     | 96,37       |        |

### Résultats par circonscription

#### Première circonscription (Dijon-I)
| Candidat       | Candidat           | Parti          | Premier tour | Premier tour | Second tour | Second tour |  |
| Candidat       | Candidat           | Parti          | Voix         | %            | Voix        | %           |  |
| -------------- | ------------------ | -------------- | ------------ | ------------ | ----------- | ----------- |  |
|                | Robert Poujade élu | UD-Ve          | 14 904       | 29,52        | 26 835      | 56,78       |  |
|                | Robert Levavasseur | Modérés        | 13 126       | 26           | Retrait     | Retrait     |  |
|                | Marcel Caignol     | PCF            | 9 133        | 18,09        | 20 426      | 43,22       |  |
|                | Maurice Fourrier   | FGDS (SFIO)    | 9 103        | 18,03        | Retrait     | Retrait     |  |
|                | René Dumas         | CD (PDM)       | 4 215        | 8,35         |             |             |  |
|                |                    |                |              |              |             |             |  |
| Inscrits       | Inscrits           | Inscrits       | 68 942       | 100,00       | 68 943      | 100,00      |  |
| Abstentions    | Abstentions        | Abstentions    | 17 500       | 25,38        | 18 431      | 26,73       |  |
| Votants        | Votants            | Votants        | 51 442       | 74,62        | 50 512      | 73,27       |  |
| Blancs et nuls | Blancs et nuls     | Blancs et nuls | 961          | 1,87         | 3 251       | 6,44        |  |
| Exprimés       | Exprimés           | Exprimés       | 50 481       | 98,13        | 47 261      | 93,56       |  |

#### Deuxième circonscription (Dijon-II)
| Candidat       | Candidat                   | Parti          | Premier tour | Premier tour | Second tour | Second tour |  |
| Candidat       | Candidat                   | Parti          | Voix         | %            | Voix        | %           |  |
| -------------- | -------------------------- | -------------- | ------------ | ------------ | ----------- | ----------- |  |
|                | Henry Berger sortant réélu | UD-Ve          | 20 460       | 43,15        | 25 435      | 54,16       |  |
|                | Michel Cégretin            | FGDS (CIR)     | 10 833       | 22,85        | 21 532      | 45,84       |  |
|                | François Japiot            | CNIP (PDM)     | 8 472        | 17,87        | Retrait     | Retrait     |  |
|                | Gilbert Longet             | PCF            | 7 650        | 16,13        | Retrait     | Retrait     |  |
|                |                            |                |              |              |             |             |  |
| Inscrits       | Inscrits                   | Inscrits       | 65 611       | 100,00       | 65 609      | 100,00      |  |
| Abstentions    | Abstentions                | Abstentions    | 17 229       | 26,26        | 17 370      | 26,48       |  |
| Votants        | Votants                    | Votants        | 48 382       | 73,74        | 48 239      | 73,52       |  |
| Blancs et nuls | Blancs et nuls             | Blancs et nuls | 967          | 2            | 1 272       | 2,64        |  |
| Exprimés       | Exprimés                   | Exprimés       | 47 415       | 98           | 46 967      | 97,36       |  |

#### Troisième circonscription (Beaune)
| Candidat       | Candidat             | Parti          | Premier tour | Premier tour | Second tour | Second tour |  |
| Candidat       | Candidat             | Parti          | Voix         | %            | Voix        | %           |  |
| -------------- | -------------------- | -------------- | ------------ | ------------ | ----------- | ----------- |  |
|                | Albert Lalle sortant | RI             | 15 246       | 41,71        | 18 239      | 49,63       |  |
|                | Pierre Charles élu   | FGDS (Radical) | 9 909        | 27,11        | 18 510      | 50,37       |  |
|                | Marcel Harbelot      | PCF            | 5 701        | 15,6         | Retrait     | Retrait     |  |
|                | Philippe Demoisy     | CD (PDM)       | 5 699        | 15,59        | Retrait     | Retrait     |  |
|                |                      |                |              |              |             |             |  |
| Inscrits       | Inscrits             | Inscrits       | 50 764       | 100,00       | 50 748      | 100,00      |  |
| Abstentions    | Abstentions          | Abstentions    | 13 259       | 26,12        | 13 008      | 25,63       |  |
| Votants        | Votants              | Votants        | 37 505       | 73,88        | 37 740      | 74,37       |  |
| Blancs et nuls | Blancs et nuls       | Blancs et nuls | 950          | 2,53         | 991         | 2,63        |  |
| Exprimés       | Exprimés             | Exprimés       | 36 555       | 97,47        | 36 749      | 97,37       |  |

#### Quatrième circonscription (Montbard)
| Candidat       | Candidat                      | Parti          | Premier tour | Premier tour | Second tour | Second tour |  |
| Candidat       | Candidat                      | Parti          | Voix         | %            | Voix        | %           |  |
| -------------- | ----------------------------- | -------------- | ------------ | ------------ | ----------- | ----------- |  |
|                | Michel Sordel                 | RI             | 13 828       | 36,89        | 16 461      | 44,1        |  |
|                | Robert Morlevat sortant réélu | FGDS (Radical) | 12 509       | 33,38        | 20 866      | 55,9        |  |
|                | Jacques Garcia                | PCF            | 8 048        | 21,47        | Retrait     | Retrait     |  |
|                | Pierre Rebourg                | CD (PDM)       | 3 095        | 8,26         |             |             |  |
|                |                               |                |              |              |             |             |  |
| Inscrits       | Inscrits                      | Inscrits       | 48 611       | 100,00       | 48 609      | 100,00      |  |
| Abstentions    | Abstentions                   | Abstentions    | 10 408       | 21,41        | 10 451      | 21,5        |  |
| Votants        | Votants                       | Votants        | 38 203       | 78,59        | 38 158      | 78,5        |  |
| Blancs et nuls | Blancs et nuls                | Blancs et nuls | 723          | 1,89         | 831         | 2,18        |  |
| Exprimés       | Exprimés                      | Exprimés       | 37 480       | 98,11        | 37 327      | 97,82       |  |